# Ehrenfried Stoeber
Pour les articles homonymes, voir Stoeber.
Daniel-Ehrenfried Stoeber,  né le 9 mars 1779 à Strasbourg et mort le 28 décembre 1835 dans la même ville, est un avocat et poète défenseur des traditions alsaciennes, son cœur était français et sa muse allemande, comme il le dit dans ces vers :
« Meine Leier ist deutsch, sie klingt von deutschen Gesängen,
Liebend den gallischen Hahn, treu ist französisch mein Schwert,
Mag er über den Rhein und über den Wasgau ertönen :
Elsass heißt mein Land ! Elsass, dir pocht mein Herz ! »
Traduction :
Ma lyre est allemande, elle résonne de chants allemands,
Aimant le coq gaulois, mon épée est fidèle à la France,
Puisse ce cri résonner par-delà le Rhin et les Vosges :
Mon pays s'appelle Alsace ! Alsace, mon cœur bat pour toi !
Il est considéré avec Johann-Georg-Daniel Arnold comme l'un des principaux créateurs du théâtre alsacien.

## Biographie
Fils de Jean-Daniel Stoeber, notaire strasbourgeois, Daniel Auguste Ehrenfried Stoeber est né le 9 mars 1779 et décédé en 1835. Au gymnase protestant Jean-Sturm, le jeune étudiant – habituellement appelé Ehrenfried – fait la connaissance de Johann-Georg-Daniel Arnold et de Johann-Jacob Rieder. À l'âge de 12 ans, le jeune Ehrenfried épris de liberté fait partie du bataillon des Enfants de la Patrie. En 1797, il fonde la Literarische Gesellschaft alsatischer Freunde (Société  littéraire des amis alsaciens). Étudiant à Erlangen de 1801 à 1802 puis à Paris de 1803 à 1806, il obtient sa licence en droit. De retour à Strasbourg, Ehrenfried reprend provisoirement l'étude notariale de son père avant d'exercer comme avocat, dont il aura le titre, à partir de 1822.
Il publia de nombreuses poésies en allemand et en dialecte alsacien; défenseur des traditions et Alsacien dans l'âme, il écrivit ces vers :

« Das Rheintal ist mein Vaterland »

« Das Elsass drin sein Diamant. »
Traduction :

La vallée rhénane est ma patrie

L'Alsace en est le diamant.
Dans cet esprit, Ehrenfried fit l'éloge de l'Alsace à travers cette chanson : « Und's Elsass, unser Laendel, es isch mineidli schoen ... »
Marchant sur les traces de leur père, ses fils Auguste Stoeber et Adolphe Stoeber seront également poètes.

## Postérité

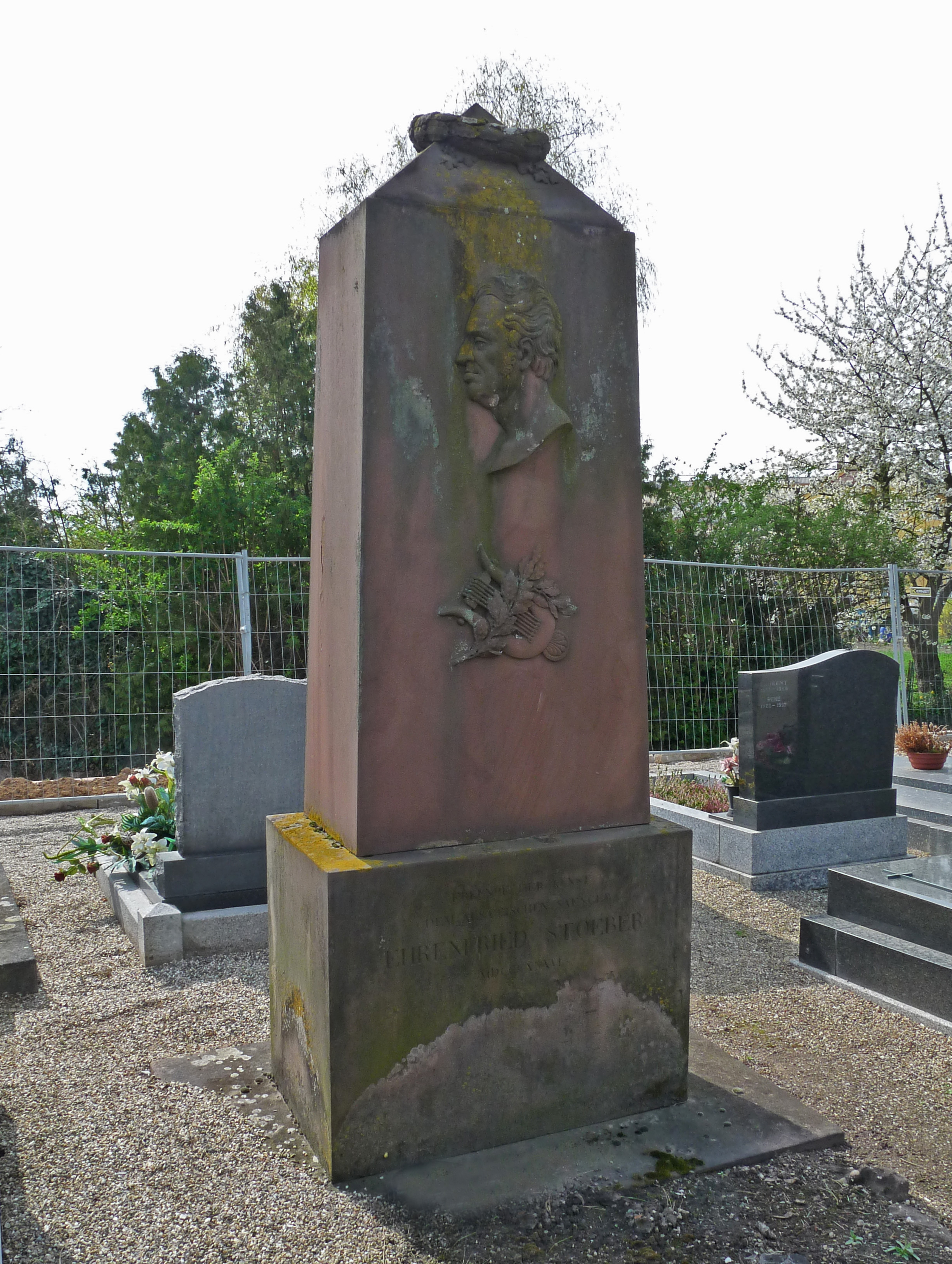
Monument funéraire par André Friederich

La postérité littéraire d'Ehrenfried Stoeber comporte outre ses propres fils Auguste et Adolphe Stoeber, une série d'auteurs de théâtre ou de poésie en langue alsacienne comme Georges Zetter (qui signait Friedrich Otte) ou Charles-Frédéric Hartmann.
Ehrenfried Stoeber est inhumé au cimetière Saint-Gall de Strasbourg (Koenigshoffen) où son monument funéraire – un obélisque en grès rose orné d'un portrait et d'une lyre – est signé du sculpteur André Friederich.
À Strasbourg, une fontaine monumentale ornée de médaillons a été érigée à la mémoire de la famille Stoeber, sur la place du Vieux-Marché-aux-Vins aussi appelée s'Stoewerplätzel'.
Une rue de Strasbourg porte son nom.

## Ouvrages
- Gedichte (3e édition en 1821 à Stuttgart)
- Sämmtliche Gedichte und kleine prosaische Schriften (Strasbourg 1835-1836)
- À partir de 1816, éditeur des Alsatische Taschenbuch et de la revue Alsa
- Comédie musicale (Lustpiel mit Gesang) : Daniel oder der Strassburger auf der Probe en 1823
- Biographie La vie de J.F. Oberlin en 1831, qu'il rencontra à la vieille université.
- Drame posthume en vers Fredor Polsky oder eine nacht ins Polens Wäldern, publié en 1872.

## Pour approfondir